# Aittijärvi
Aittijärvi är en sjö i Gällivare kommun i Lappland och ingår i Kalixälvens huvudavrinningsområde. Sjön har en area på 0,637 kvadratkilometer och ligger 455 meter över havet. Aittijärvi ligger i Kaitum fjällurskog Natura 2000-område.

## Delavrinningsområde
Aittijärvi ingår i det delavrinningsområde (751123-169197) som SMHI kallar för Utloppet av Aittijärvi. Medelhöjden är 458 meter över havet och ytan är 5,41 kvadratkilometer. Det finns inga avrinningsområden uppströms utan avrinningsområdet är högsta punkten. Vattendraget som avvattnar avrinningsområdet har biflödesordning 4, vilket innebär att vattnet flödar genom totalt 4 vattendrag innan det når havet efter 344 kilometer. Avrinningsområdet består mestadels av skog (12 procent) och sankmarker (74 procent). Avrinningsområdet har 0,76 kvadratkilometer vattenytor vilket ger det en sjöprocent på 14,1 procent.